# Smaragd

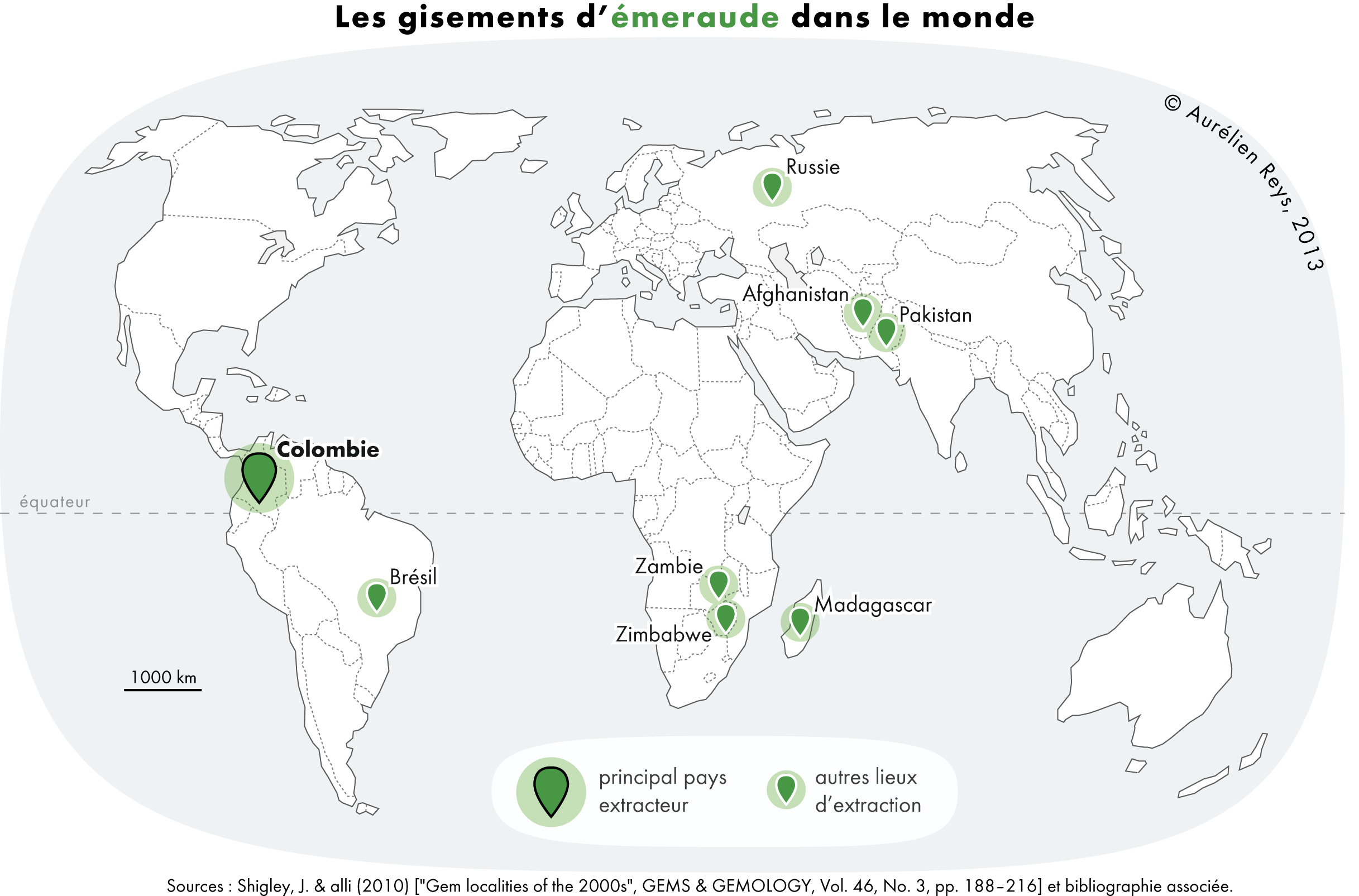
De viktigaste smaragdproducerande länderna

Smaragd (grekiska: smaragdos) är en högt värderad ädelsten, en typ av beryll, med gräsgrön färg. Färgen kommer av krom och ibland av vanadin.
Den dyrbara ring, som tyrannen Polykrates kastade i havet som offer åt gudarna, berättas ha innehållit en smaragd. Smaragdgruvorna vid Zabarah och Kosseir vid Röda havet var enligt en där funnen hieroglyfinskrift bearbetade redan 1650 f.Kr. De berömda gruvorna i Tunkadalen i Colombia upptäcktes 1555, och gruvorna vid Muzo i samma land kände spanjorerna till redan 1537. Där förekommer smaragder med kalkspat, kvarts och svavelkis i en försteningsförande bituminös kalksten och i en svart lerskiffer. I gruvorna vid Jekaterinburg upptäcktes smaragd 1830, där förekommande i glimmerskiffer. Sibiriska genomskinliga smaragder av lägre kvalitet finns i hela 3 dm längd och väger flera kilogram. Så kallade akvamariner, smaragder av sjögrön färg, finns med vikter av mer än 7,5 kg. 
Man har inte lyckats bestämma någon smältpunkt för smaragd eftersom den spricker vid högre temperaturer.

## Galleri

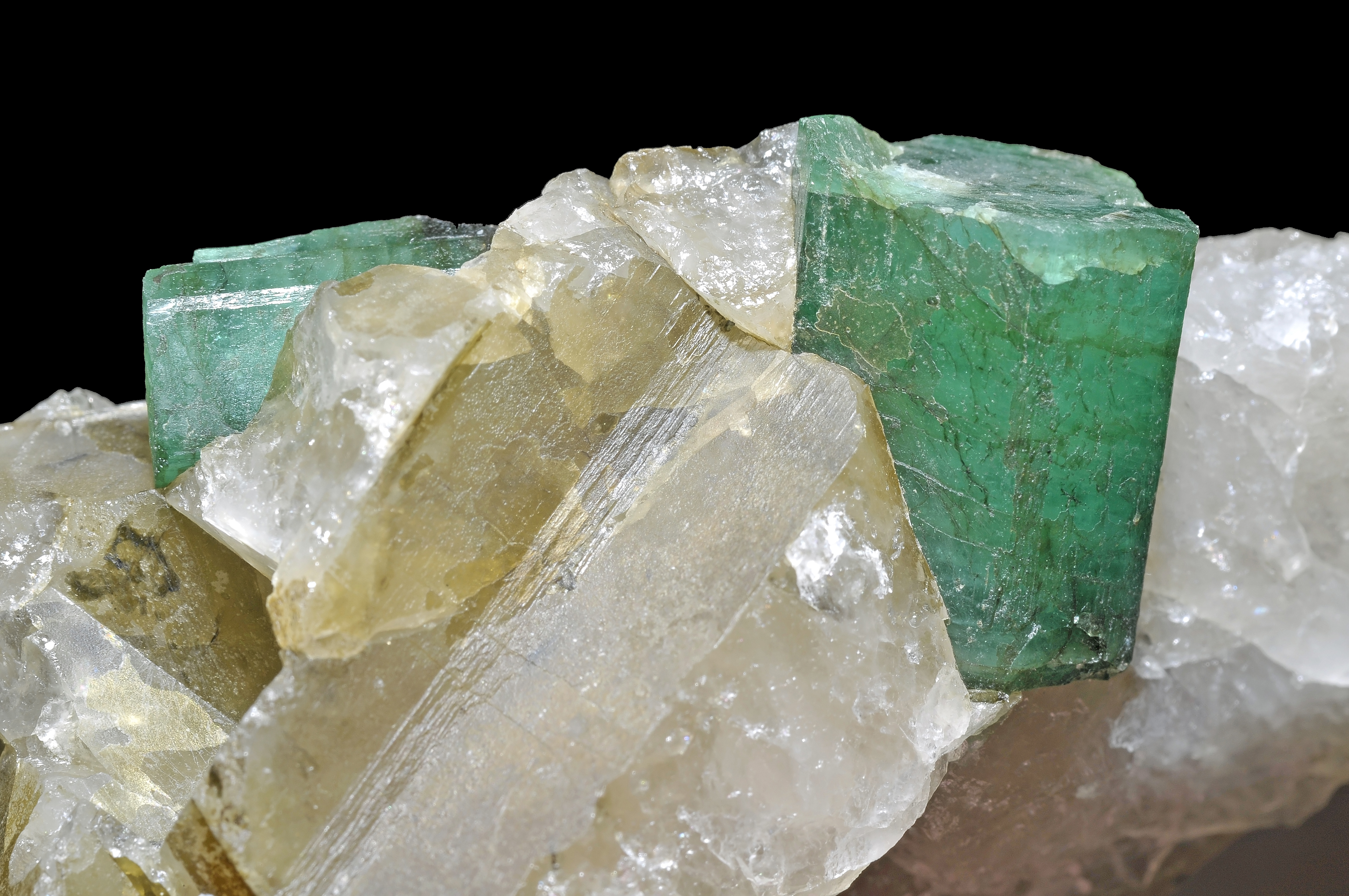
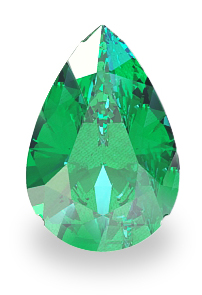
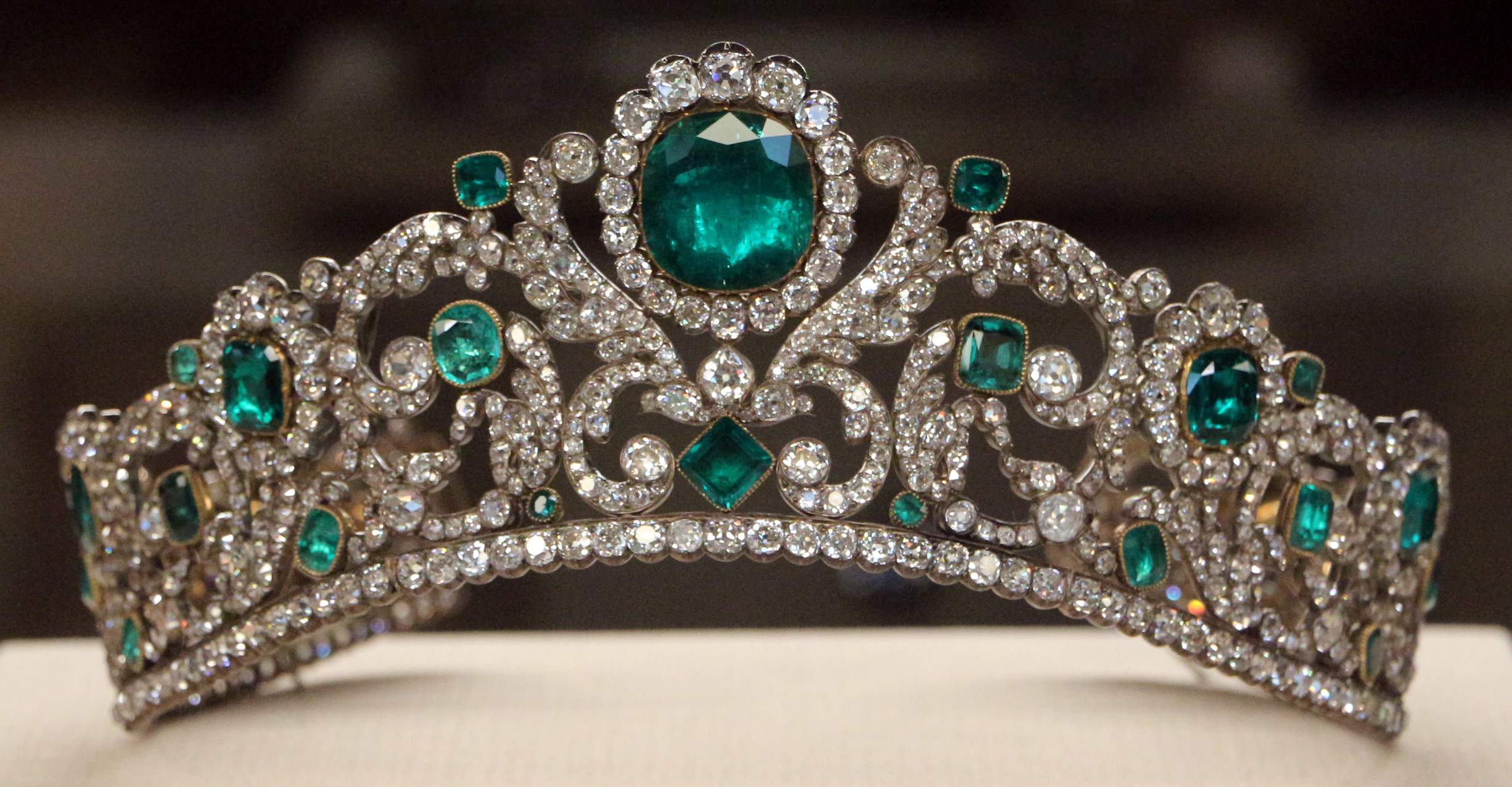
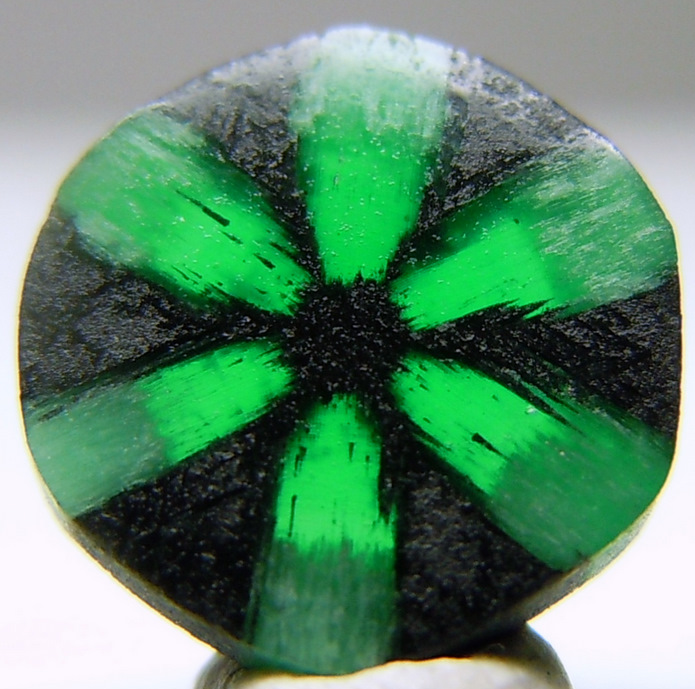